# Staind
Staind («Стэйнд», МФА: /ˈsteɪnd/) — американская альтернативная метал-группа из города Спрингфилд, штат Массачусетс, основанная в 1995 году. В оригинальный состав группы входят вокалист Аарон Льюис, гитарист Майк Машок, бас-гитарист Джонни Эйприл и барабанщик Джон Висоцки. В 2011 году Джон покинул группу и был заменён на Сэла Джанкарелли.
После выпуска одноимённого альбома активность группы начала спадать; так Аарон Льюис ушёл в сольное творчество и играет кантри-музыку, а Майк Машек стал гитаристом группы Saint Asonia. Спустя несколько лет группа вновь собралась чтобы провести тур. С 2016 года Аарон повторял несколько раз, что группа Staind вовсе не распалась и что возможно запишет новый альбом, но в данный момент Аарон хочет сконцентрироваться на своей сольной карьере. В 2017 году состоялся последний концерт Staind, а в 2018 году вновь прервали своё творчество.
На сегодняшний день насчитано свыше 15 миллионов проданных альбомов по всему миру. Многие синглы группы занимали высокие места в американских чартах и прочих других, среди которых песни «It's Been Awhile», «Fade», «Price to Play», «So Far Away» и «Right Here».

## История группы

### Ранние годы и дебютный альбомTormented(1995—1998)

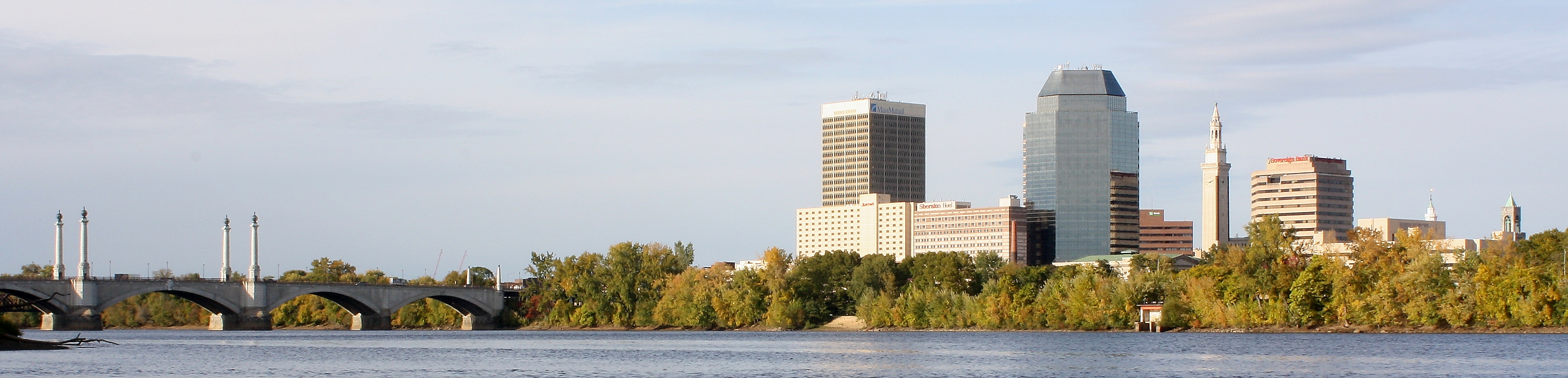
Спрингфилд, штат Массачусетс — город, где была основана группа.

В 1993 году вокалист Аарон Льюис и гитарист Майк Машок встретились на рождественской вечеринке в Спрингфилде (штат Массачусетс). Машок представил барабанщика Джона Висоцки, в то время как Льюис пригласил басиста Джонни Эйприла для создания группы. Их первое публичное выступление состоялось в феврале 1995 года, когда они играли в тяжёлом, мрачном и интроспективном стиле металла.
Группа начала исполнять каверы песен таких групп как Korn, Rage Against the Machine, Pearl Jam, Tool и Alice in Chains, и полтора года играла в местных клубах (чаще всего в Club Infinity). В ноябре 1996 года Staind самостоятельно выпустили свой дебютный альбом Tormented, сославшись на Tool, Faith No More и Pantera, как повлиявших на них групп. В октябре 1997 года Staind приобрела концертный слот через двоюродного брата Аарона Джастина Кантора с Limp Bizkit. Непосредственно перед выступлением фронтмен Limp Bizkit Фред Дёрст был потрясен обложкой альбома группы Tormented и безуспешно пытался удалить их из счёта. Дёрст думал, что Staind теистические сатанисты. После выступления Дёрст был настолько впечатлен группой, что подписал их на Flip Records к февралю 1998 года.

### Dysfunction(1999—2000)
13 апреля 1999 года группа выпустила свой первый альбом Dysfunction, изданный на Flip Records. Альбом, который был продюсирован Фредом Дёрстом и Терри Дейтом (который также продюсировал такие группы, как Soundgarden, Deftones и Pantera), получил сравнение с ню-метал и альт-метал гигантами Tool и Korn. В частности, Аарона Льюиса хвалили за его вокал, и сам Аарон подражал вокалисту группы Pearl Jam Эдди Веддеру.
Альбом достиг медленного успеха, достигнув места № 1 в чартах Billse's Heatseeker почти через шесть месяцев после его дебюта. На той же неделе рекорд поднялся до № 74 в чарте Billboard 200. 9-трековый LP (с одним скрытым треком «Excess Baggage») выпустил четыре сингла: «Suffocate», «Just Go», «Mudshovel» и «Home». «Mudshovel» и «Home» оба получили радио, взломав Топ-20 чартов Billboard Modern Rock и Mainstream Rock Tracks. В продвижении Dysfunction, группа Staind отправилась в несколько туров, а также открытие для хедлайнерского тура Sevendust.

### Break the Cycle(2001—2002)
Осенью 1999 года группа гастролировала с Limp Bizkit во время тура Family Values Tour, где Аарон Льюис исполнил раннюю версию песни «Outside» с Фредом Дёрстом в Колизее на побережье Миссисипи. 22 мая 2001 года Staind выпустили свой третий студийный альбом Break the Cycle. Благодаря успеху первого сингла «It's Been Awhile» альбом дебютировал под номером 1 в топ-200 чарта Billboard, продав 716 000 копий за первую неделю. Продажи пластинки на первой неделе были вторыми по величине среди альбомов того года, после группы Creed Weathered.
Альбом сохранил звук ню-метала как было в предыдущем альбоме. Несмотря на это, в альбоме группа стала звучать в стиле пост-гранж, о чём свидетельствует громкий хит «It’s Been Awhile», и эта песня заставила критиков сравнить группу с несколькими другими пост-гранжевыми группами того времени. Пластинка породила синглы «It’s Been Awhile», «Fade», «Outside», «For You» и акустическая баллада «Epiphany». Было продано 7 миллионов копий по всему миру, сделав этот альбом бестселлером группы Staind.

### 14 Shades of Grey(2003—2004)
В начале 2003 года группа отправилась в мировое турне для продвижения «Break the Cycle». Четвёртый альбом «14 Shades of Grey», который был продан двумя миллионами копий и дебютировал под номером 1 на Billboard 200. Альбом ознаменовал отход от предыдущего звучания ню-метала, так как он в основном содержал более лёгкий и мелодичный звук. Из альбома 14 Shades of Grey есть два популярных хита — «Price to Play» и «So Far Away», которые провели 14 недель на вершине рок-чарта. Кроме того, были выпущены ещё два сингла: «How About You» и «Zoe Jane». У группы на «Reading Festival» во время тура 2003 года был ещё один импровизированный акустический набор, на этот раз из-за отказа оборудования. Синглы «So Far Away» и «Price to Play» шли с двумя неизданными треками, «Novocaine» и «Let It Out», которые были выпущены для специального выпуска последующего альбома Chapter V, который вышел летом 2005 года. В 2003 году Staind безуспешно подали в суд на своего дизайнера логотипов Jon Stainbrook в Федеральном суде Нью-Йорка за попытку повторного использования логотипа, который он продал группе. Они возобновили дело в середине 2005 года.

### Chapter Vи сборникThe Singles: 1996–2006(2005—2007)
Пятый альбом Staind, получивший название Chapter V, был выпущен 9 августа 2005 года и стал третьим альбомом у группы, попавшим в первую строчку чарта Billboard 200. Альбом был продан за первую неделю в 185 000 экземпляров и, в последующем, был сертифицирован как платиновый в США. Первый сингл «Right Here» был самым большим успехом в альбоме, завоевав широкую радиопередачу и поднявшись на первое место в основной рок-диаграмме. «Falling» был выпущен как второй сингл, за которым следуют «Everything Changes» и «King of All Excuses». Когда вышел альбом, группа Staind отправилась в путь, давала живые концерты и продвигала его целый год, включая участие в Fall Brawl Tour с POD, Taproot и Flyleaf; у них также был сольный тур по Европе и мини-промо-тур по Австралии. Другие концерты включали в себя кавер-версию грув-метал группы Pantera «This Love», посвященную гитаристу Даймбэгу Дарреллу. Группа Staind появилась на шоу Говарда Стерна 10 августа 2005 года в целях содействия Chapter V. Они исполнили акустические версии сингла «Right Here» и песню Beetlejuice «This is Beetle». В начале ноября 2005 года компания Staind выпустила ограниченный выпуск 2-CD/DVD-диска Chapter V, 6 сентября 2006 года они выступили с акустическим шоу в Hiro Ballroom, Нью-Йорк, которое было записано для их коллекции синглов. Группа сыграла шестнадцать песен, в том числе три кавера: Tool «Sober», Pink Floyd «Comforbly Numb» и Alice in Chains «Nutshell».
Коллекция The Singles: 1996–2006 была выпущена 14 ноября 2006 года. В неё вошли все синглы группы, три кавера, исполненные на нью-йоркском шоу, и ремастерированная версия «Come Again» из первого независимого релиза Staind Tormented.

### The Illusion of Progress(2008—2009)
19 августа 2008 года Staind выпустили свой шестой альбом The Illusion of Progress. До выхода альбома трек «This Is It» был доступен для скачивания в iTunes Store, а также для Rock Band. Альбом дебютировал под номером 3 на американском чарте Billboard 200, продав 91 800 единиц за первую неделю. Второй сингл, «All I Want», вышел 24 ноября 2008 года, став 13-м топ-хитом Staind в рок-чартах. В Европе вторым синглом был «The Way I Am», выпущенный 26 января 2009 года. Последний сингл с альбома, «This Is It», был отправлен на радиостанции по всей стране 4 мая 2009 года. Песня также была включена в саундтрек к фильму «Трансформеры: Месть падших», выпущенный в виде альбома в конце июня 2009 года. В том же году Staind отправился в осенний тур с недавно воссоединённой группой Creed.

### Одноимённый альбоми уход Джона Висоцки из Staind (2010—2012)
Staind на фестивале Uproar 2012
В марте 2010 года Аарон Льюис заявил, что группа начнёт работать над своим седьмым студийным альбомом к концу года. Льюис закончил записывать свой сольный альбом в стиле кантри и основал некоммерческую организацию, чтобы вновь открыть начальную школу своей дочери в Уортингтоне (штат Массачусетс). Гитарист Майк Машок заявил на сессии Q&A с фанатами, что группа хотела совершить тяжёлую запись, но всё же «исследовать некоторые вещи, которые мы делали на последней записи, и перенести их в что-то новое для нас». На сайте группы, Льюис заявил, что было написано восемь песен и что «каждая из них тяжелее, чем самая тяжелая песня на предыдущем релизе».
В декабре 2010 года Staind опубликовал три веб-выхода из студии, в которых участники группы обсуждали процесс записи и записи своего нового альбома. Они объявили, что по состоянию на 20 апреля они завершили запись своей седьмой пластинки и выпустят ее позже в том же году.
20 мая 2011 года Staind объявил, что оригинальный барабанщик Джон Висоцки покинул группу. Барабанщик Уилл Хант заменил его на несколько концертов, а барабанщик Сэл Джанкарелли - весь оставшийся тур. Три дня спустя стало известно, что новый альбом Staind будет одноимённым релизом. Первый сингл «Not Again» был выпущен для активных радиостанций 18 июля. Песня «The Bottom» появилась на саундтреке Трансформеры 3: Тёмная сторона Луны, 30 июня Staind выпустили сингл под названием «Eyes Wide Open». Сам альбом был выпущен 13 сентября 2011 года.
В ноябре 2011 года группа объявила на своей странице в YouTube, что Сал Джанкарелли стал официальным участником. Группа продолжала выступать в 2012 году, начав с апреля и в мае тур с Godsmack и Halestorm, и они играли в Uproar Festival в августе и сентябре с Shinedown и ряд других групп.

### Перерыв и ограниченная активность (с 2012 года по настоящее время)
В июле 2012 года было объявлено, что группа собирается сделать перерыв. В интервью Billboard Аарон Льюис заявил: «Мы не распались. Мы не собираемся прекращать заниматься музыкой. Мы просто собираемся сделать небольшой перерыв, который действительно никогда не случался в нашей карьере. Мы выпустили семь пластинок за 14 лет. Мы были очень заняты». Льюис также планировал выпустить свой первый сольный альбом The Road. В это время Майк Машок прослушивался и был выбран гитаристом для новой группы бывшего басиста Metallica Джейсона Ньюстеда Newsted. Он фигурировал в их дебютном альбоме Heavy Metal Music.
27 апреля 2014 года Staind сыграли свой первый концерт за два года на фестивале Welcome To Rockville. В мае 2014 года они также сыграли «Carolina Rebellion» и «Rock on the Range».
В конце 2014 года группа отправилась в очередной перерыв. Аарон Льюис продолжал играть сольные шоу и работать над своим следующим сольным альбомом. Он также подтвердил, что перерыв продлится «на некоторое время». Майк Машок объединился с бывшим вокалистом Three Days Grace Адамом Гонтье, бывшим барабанщиком Finger Eleven Ричем Беддоу и басистом Empire Eye Кори Лоуэри, чтобы сформировать Saint Asonia.
Когда в августе 2016 года его спросили о будущем Staind, Машок заявил, что перерыв может стать концом группы. Он объяснил: «Я помню 2009, мы прекратили гастроли, и после этого мы сделали запись. Мы сделали одноименную пластинку Staind, с которой мы немного гастролировали. Это была одна из моих любимых записей Staind, которую мы сделали. У Аарона, я знаю, в сентябре выйдет ещё один рекорд страны. Итак … вы знаете, мы говорим, что собираемся сделать что-то ещё, но сейчас у нас нет реального плана. Я знаю, что он преследует. И я знаю, что мы пишем ещё одну запись». Кроме того, Аарон Льюис указал, что он сосредоточен на кантри-музыке, отметив: «Думаю, есть место где-то в будущем, чтобы Staind мог показывать шоу летом, радио-фестивали и тому подобное? Конечно. Думаю, у меня есть ещё один? из тех Staind записей во мне? Конечно, я знаю. Всё, что мне нужно делать, это жить».
4 августа 2017 года группа впервые с ноября 2014 года выступила с акустическим представлением на 6-м ежегодном благотворительном турнире по гольфу и концерте Аарона Льюиса, когда басист Джонни Эйприл и барабанщик Сэл Джанкарелли присоединились к Аарону Льюису и Майку Машоку для исполнения «Outside», «Something Remind to You», и «It’s Been Awhile». Три дня спустя Льюис объявил, что Staind никогда больше не будет гастролировать, заявив:
«Тур-машины, как вы её называете, под названием Staind больше не будет. Никогда. Я больше не смогу играть шесть концертов в неделю по восемь недель подряд. Я стал старше и привык к тому, что выступаю по четвергам, пятницам и субботам, а затем могу вернуться домой, отдохнуть и вести хоть какую-то жизнь вне сцены».

Весной 2019 года фронтмен Staind Аарон Льюис на одном из своих сольных концертов намекнул на возможное воссоединение группы:
«А что если я скажу вам, что Staind вернутся в следующем году? Может, я вру, а может, и нет. Может, даже живые шоу будут уже в этом году. Кто знает...».
Позже он признался, что «был пьян и просто подшучивал над публикой», однако уже вскоре появились официальные подтверждения: группа действительно объявила о воссоединении. В сентябре 2019 года Staind выступили на фестивале Louder Than Life, где хедлайнером стали Guns N’ Roses. На сцену вновь вышли гитарист Майк Мушок, басист Джонни Эйприл и барабанщик Сэл Джанкэрелли. Льюис объяснил возвращение так:
«Мы решили поставить пару шоу в расписание и просто начать с этого. Осторожно попробовать и понаблюдать со стороны».
Майк Мушок добавил:
«Настал подходящий момент, чтобы снова начать делать музыку. Мы уже играли на этих фестивалях, и желание вернуться к ним обсуждалось давно. Мы с Аароном оба почувствовали, что время пришло».
Запланированное участие в Epicenter Festival в мае 2020 года было отменено из-за пандемии COVID-19. Несмотря на это, в 2021 году группа выпустила концертный альбом Live: It’s Been Awhile, записанный в казино Foxwoods Resort в Коннектикуте.
Весной 2022 года Staind объявили о новом туре под названием Evening with Staind, запланированном на сентябрь. В том же месяце Мушок подтвердил, что группа работает над новым альбомом.

Отвечая на вопрос о материале, Льюис выражался осторожно:
«Время покажет», — шутливо добавив, что «мы месяц будем репетировать ради одного шоу».
Мушок, в свою очередь, выразил надежду на будущее:
«Это был бы логичный следующий шаг. Сейчас мы идем шаг за шагом. Мне бы хотелось, чтобы это случилось — я горжусь тем, что мы сделали, и мне нравится писать вместе с Аароном»
Релиз восьмого альбома группы под названием Confessions of the Fallen состоялся в сентябре 2023 года. Лид-синглом стала песня «Lowest in Me». Это был первый студийный альбом группы с 2011 года.
18 мая 2024 года стало известно о смерти оригинального барабанщика Staind Джона Висоцки. Музыкант скончался в возрасте 53 лет из-за проблем с печенью.

## Стиль группы, влияние и тематика текстов
Музыка группы включает в себе такие жанры, как альтернативный метал, ню-метал, пост-гранж, хард-рок.
Все члены группы указывали исполнителей Pantera, Van Halen, Kiss, Led Zeppelin, Whitesnake, The Beatles, Alice in Chains, Black Sabbath, Pearl Jam, Nirvana, Stone Temple Pilots, Helmet, Korn, Crosby, Stills, Nash & Young и Джеймса Тейлора как повлиявших на них.
В текстах песен группа затрагивает такие темы, как: депрессия, наркозависимость, предательство, самокопание, смерть, отношения. В песне «Zoe Jane» из альбома 14 Shades of Grey фронтмен Аарон Льюис раскрывает свои мысли по поводу рождения своей дочери и становления отцом, а в песне «The Corner» из альбома The Illusion of Progress вокалист размышляет о своём воспитании. Также песня «Layne» из четвёртого альбома была посвящена лидеру американской рок-группы Alice in Chains — Лейну Стэйли, который умер от передозировки наркотиков в 2002 году. В песне описывается влияние группы на музыку Staind, в частности на самого Аарона.

## Состав группы
- Аарон Льюис — вокал, ритм-гитара (1995—2012, 2014, 2017, 2019)
- Майк Машок — соло-гитара (1995—2012, 2014, 2017, 2019)
- Джонни Эйприл — бэк-вокал, бас-гитара (1995—2012, 2014, 2017, 2019)
- Джон Висоцки — барабаны (1995—2011)
- Сэл Джанкарелли — барабаны (2011—2012, 2014, 2017, 2019)

Участники турне
- Уилл Хант — барабаны (2011)

Шкала времени

## Дискография
Студийные альбомы
- Tormented (1996)
- Dysfunction (1999)
- Break the Cycle (2001)
- 14 Shades of Grey (2003)
- Chapter V (2005)
- The Illusion of Progress (2008)
- Staind (2011)
- Confessions of the Fallen (2023)